# Kedma
Pour plus de détails, voir Fiche technique et Distribution.
Kedma (en hébreu קדמה), est un film israélien réalisé par Amos Gitaï, sorti en 2002.

## Synopsis
Peu après la création de l'état d'Israël en mai 1948, des immigrants arrivent par bateau au risque de se faire arrêter par les troupes britanniques.

## Fiche technique
- Titre : Kedma
- Réalisation : Amos Gitaï
- Scénario : Amos Gitaï et Mordechai Goldhecht
- Production : Valerio De Paolis, Amos Gitai, Gadi Levy, Alain Mamou-Mani, Michel Propper, Michael Tapuah, Laurent Truchot
- Pays d'origine : Israël
- Format : Couleurs - 1,85:1 - Dolby Digital - 35 mm
- Genre : Drame, guerre
- Durée : 100 minutes
- Date de sortie : 2002

## Distribution
- Andrei Kashkar : Yanush
- Helena Yaralova : Rossa
- Yussuf Abu-Warda : l'arabe
- Moni Moshonov : Klibanov
- Juliano Mer : Moussa
- Menachem Lang : Menachem
- Sendi Bar : Yardena
- Tomer Russo : Milek
- Liron Levo : Gideon
- Roman Hazanowski : Roman
- Dalia Shachaf : Dalia
- Karen Ben Raphael : Isha
- Sasha Chernichovsky : Sacha
- Rawda Suleiman : Jaffra
- Gal Altschuler : Ygal

## Nominations
- 2002 : Palme d'or au 55e Festival de Cannes
- 2002 : Grand Prix au 55e Festival de Cannes
- 2002 : Prix du jury au 55e Festival de Cannes
- 2002 : Prix de la mise en scène au 55e Festival de Cannes